# Castello delle Carpinete
Das Castello delle Carpinete ist die Ruine einer mittelalterlichen Höhenburg in Carpineti in der italienischen Region Emilia-Romagna. Sie liegt über den Tälern des Flusses Secchia und des Tresinarobaches und ist eine der weitläufigsten im Apennin von Reggio. Neben dem Eingang zur Burgruine liegt die Kirche Sant’Andrea, die 1117 geweiht wurde.

## Geschichte
Der genaue Bauzeitpunkt der Burg ist nicht bekannt. Sie gehörte der Gräfin Mathilde von Canossa und es ist sicher, dass sich bereits 1077 Papst Gregor VII. hierhin zurückzog. Aus Carpineti stammen zahlreiche seiner Regierungsakte. Die Gräfin Mathilde hielt im Jahre 1092 in der Burg, die ihr bevorzugter Sitz geworden war, einen „Placito“ oder Kongress mit Eriberto, dem Bischof von Reggio nell’Emilia, und weiteren Prälaten ab, um zu entscheiden, ob der Krieg gegen Kaiser Heinrich IV. weitergeführt werden sollte. Aus Carpineti stammten viele ihrer Regierungsakte und ein zweites „Placito“ fand dort 1114 statt.
Da die Burg zum Allod der Gräfin gehörte, erlitt sie das Schicksal des übrigen Erbes von Mathilde. Als Teil der Schenkung an die Kirche wurde sie von den Herren der umliegenden Gebiete bekämpft und angegriffen, wie z. B. von den Herren Da Baiso, den Soldaten aus Parma von Moroello Malaspina und von der Stadt Reggio nell’Emilia, die von den Bewohnern von Carpineti 1218 einen Treueschwur erhielt. Zusammen mit dem größten Teil des Erbes von Mathilde fiel Carpineti in die Hände der Da Foglianis und von ihnen 1385 durch Verkauf, den Carenza, der Erbe von Almerico da Fogliani, durchführte, zum großen Teil an die Familie Sessi.
Der verbleibende Teil blieb bis 1409 bei den Da Foglianis, dem Jahr, in dem alle Territorien der mächtigen Familie an die D’Estes fielen, die die Berge von Reggio, einen integralen Teil des Herzogtums Reggio, bis ins 19. Jahrhundert besaßen. 1513 verlehnte der päpstliche Gouverneur von Reggio nell’Emilia, Giovanni Gozzadini, die Burg an den Banditen Domenico Amorotto, der in Carpineti geboren war, als Anerkennung seiner Treue. Zehn Jahre später fiel die Burg in die Hände der D'Estes. Im 17. Jahrhundert war Carpineti das Lehen der Markgrafen Fontanelli, später das der Molzas, im 18. Jahrhundert das des Grafen Giannini und schließlich das der Familie Valdrighi, der letzten Lehensleute unter den D’Estes.

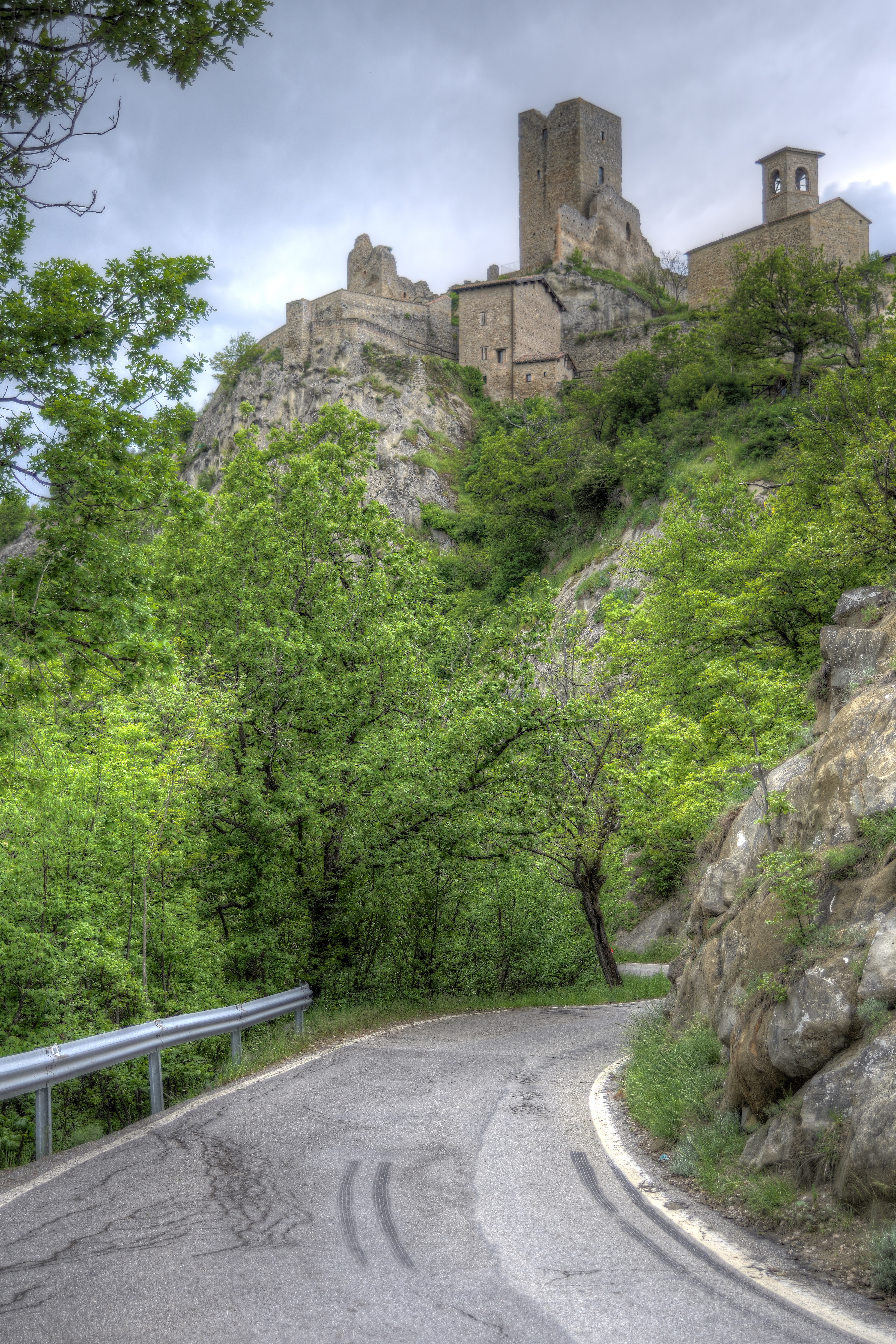
Castello delle Carpinete
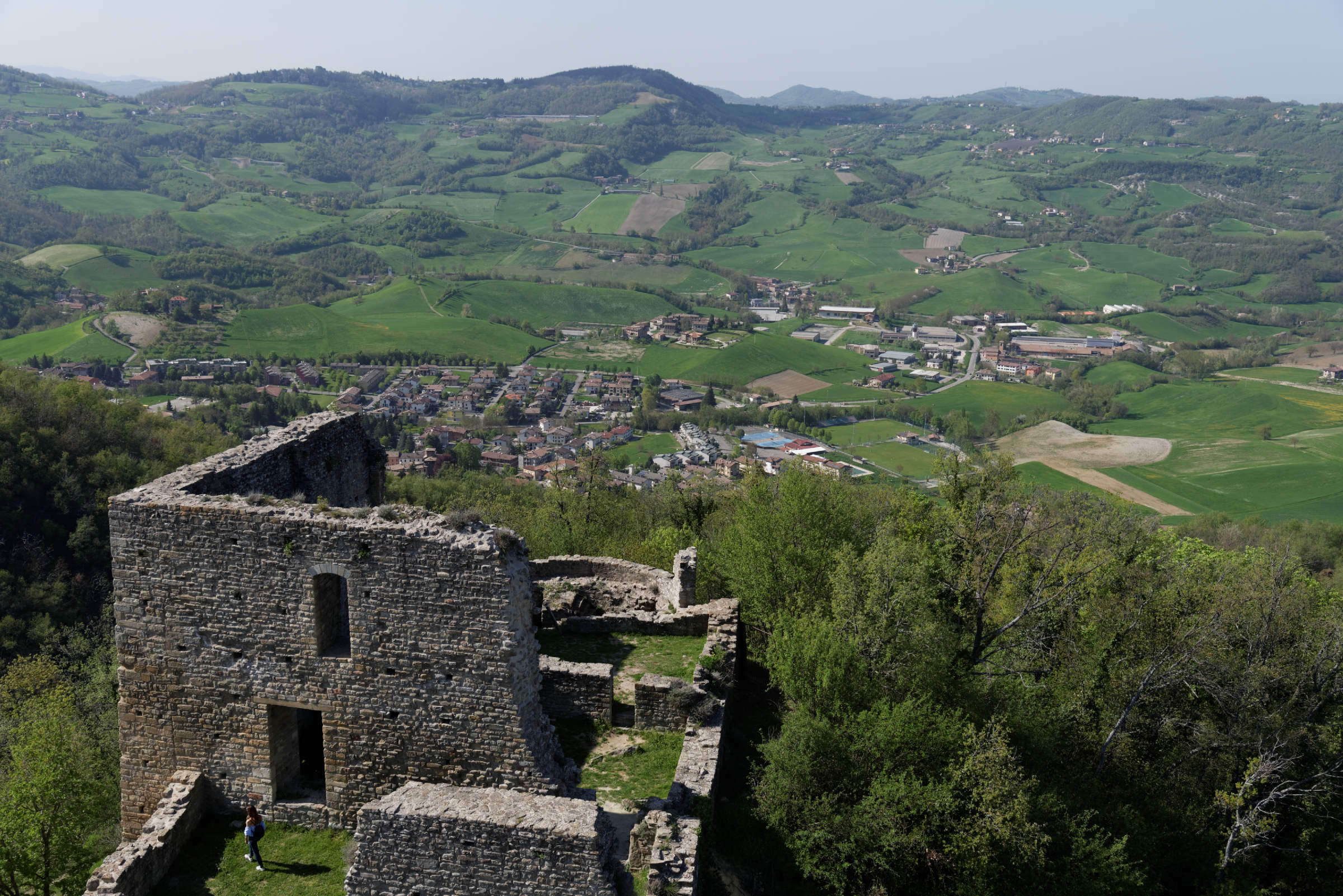
Carpineti vom Castello delle Carpinete aus. Im ersten Obergeschoss sieht man die Reste des Piano nobile.
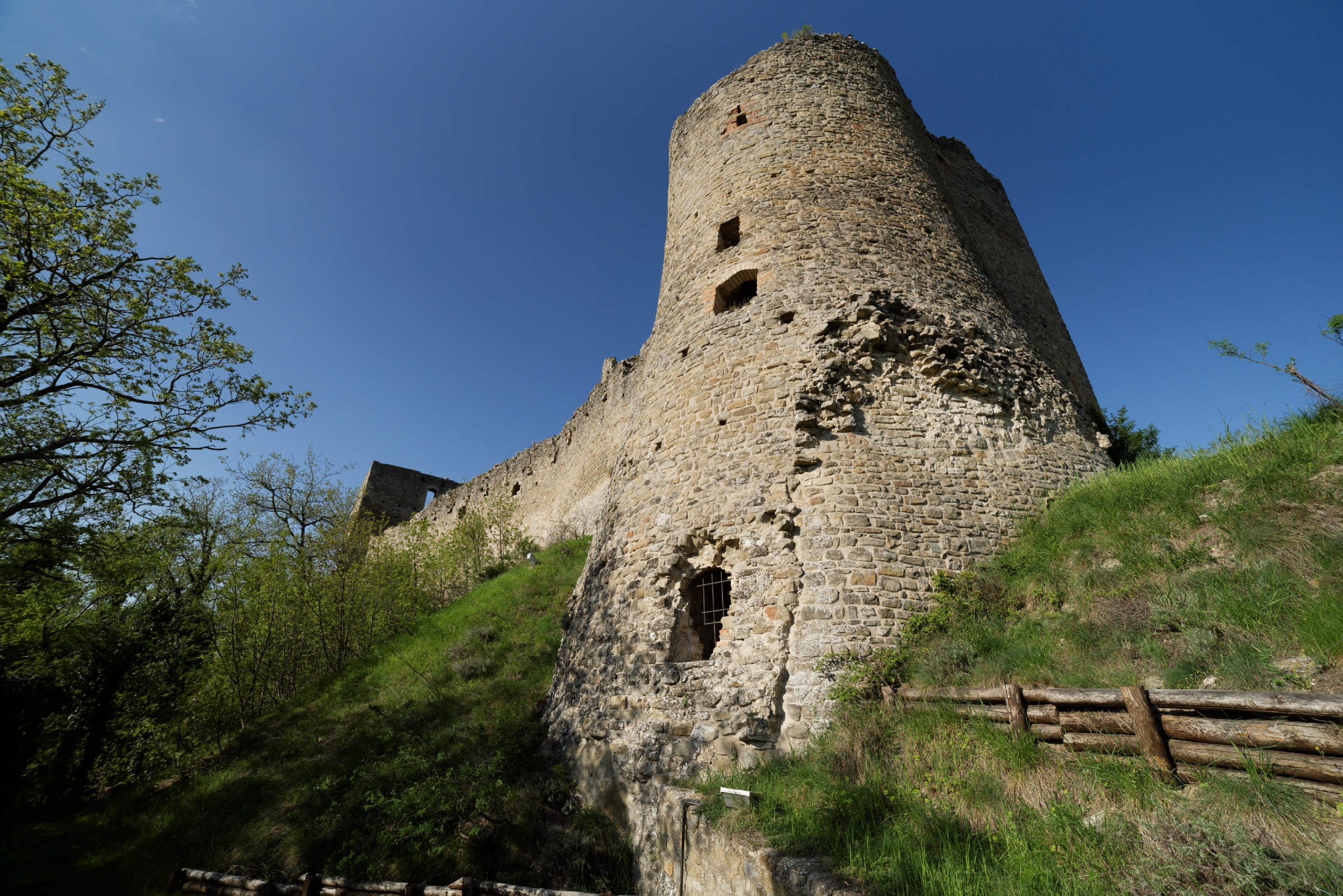
Castello delle Carpinete, Südturm
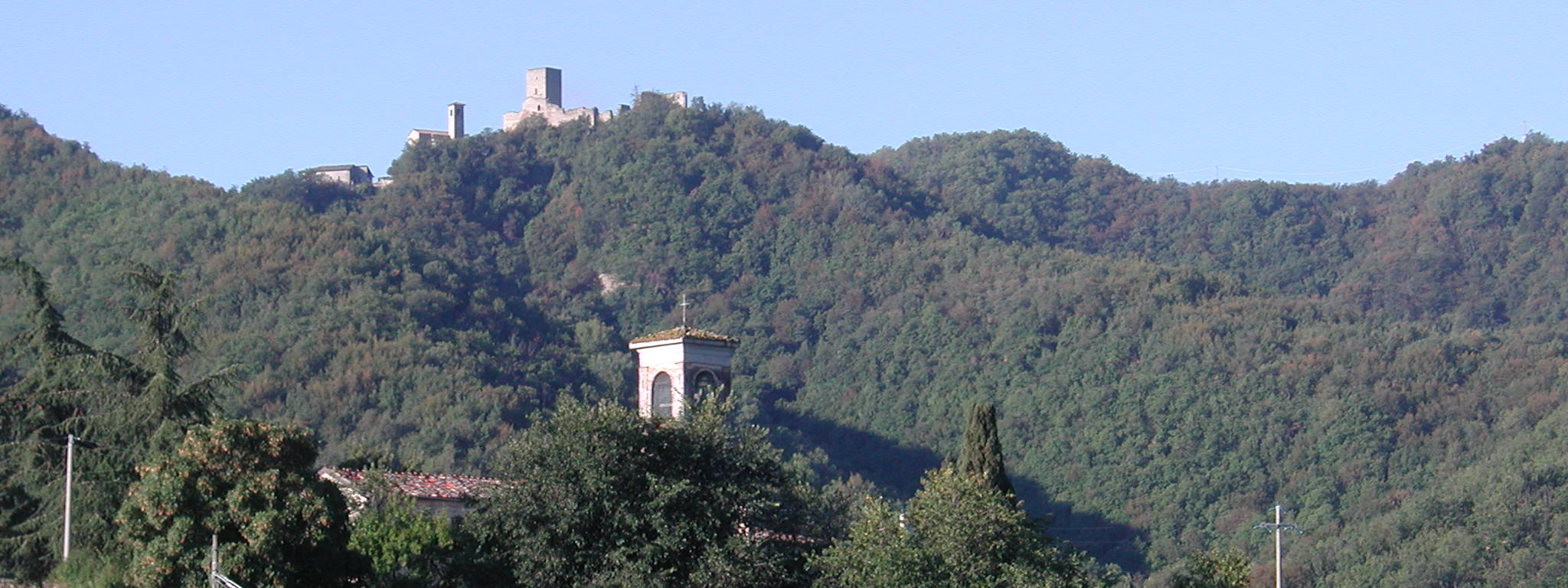
Die Burgruine von Poiago, einem Ortsteil von Carpineti, aus gesehen